# Acanthis
Acanthis is een geslacht van zangvogels uit de vinkachtigen (Fringillidae). Ze vormen volgens de IOC World Bird List een groep van kleine vinkachtige ondersoorten met als gemeenschappelijk kenmerk een kleine rode vlek op de kop. De geslachtsnaam is afgeleid van het Oudgriekse Aκανθίς wat vrij vertaald verwijst naar een onbeduidende kleine vogel. 

## Taxonomie
Over de indeling in soorten en ondersoorten bestaat geen consensus onder vogelkundigen. Er zijn indelingen die maar één soort onderscheiden zoals op de IOC World Bird List versie 14.2, terwijl er voor die tijd indelingen waren die vijf verschillende soorten onderscheiden.
Diverse studies, gepubliceerd tussen 1990 en 1924, waaronder uitgebreid moleculair genetisch onderzoek, wijzen erop dat de verschillen in verenkleed genetisch zijn vastgelegd en dus een basis hebben in het DNA . Echter, op grond van deze verschillen hebben zich geen afzonderlijke populaties gevormd die geen genen meer uitwisselen. Hierop is het soortbegrip gebaseerd dat door veel onderzoekers wordt gehanteerd. Daarom is er maar één soort:
- Barmsijs Acanthis  flammea (Linnaeus, 1758)